# Triumfbågen, Paris
Triumfbågen i Paris (franska: Arc de Triomphe [de l'Étoile]) är en byggnad som  Napoleon I påbörjade 1806 till minne av sin seger vid Austerlitz. Den stod färdig 1836.
Triumfbågen är en monumental valvbåge och på Place Charles de Gaulle i Paris. Triumfbågen är 50 meter hög, 45 meter bred (284 trappsteg) och är öppen för allmänheten. Under valvet ligger sedan 1920 den okände soldatens grav. Triumfbågen är inspirerad av tidigare romerska och franska triumfbågar, och har åtskilliga gånger fungerat som utgångspunkt för segerparader och processioner nedför Champs-Élysées.

## Historik

### Bakgrund och tidig byggnadstid
Triumfbågen uppfördes åren 1806–1836. Bygget initierades på Napoleon I:s initiativ, till minne av segern vid Austerlitz 1805 och som en hyllning till Napoleons Grande Armée. Under Napoleons dagar var Place de l'Étoile en naturlig utgångspunkt för segerparader nedför Champs-Élysées.

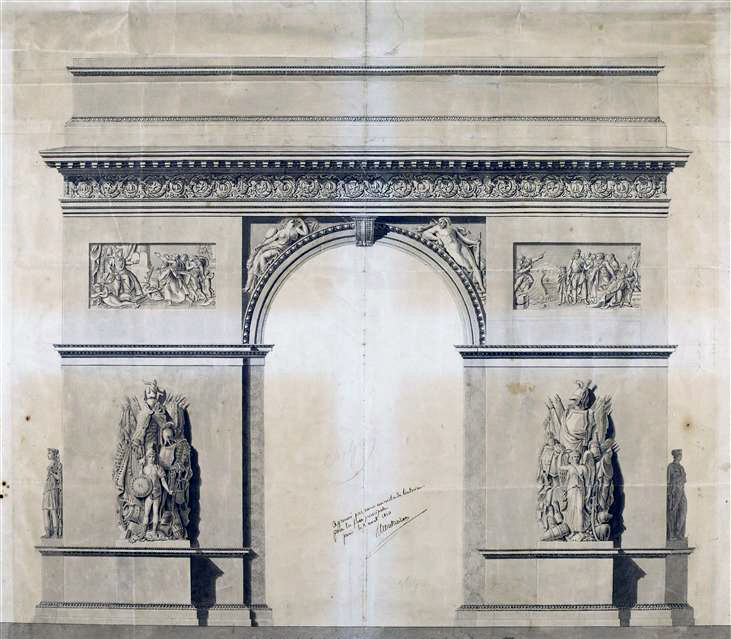
Triumfbågen av Chalgrin, 1806

Konstruktionen påbörjades av den franske arkitekten Jean-François-Thérèse Chalgrin, i samarbete med yrkeskollegan Jean-Arnaud Raymond. Den arkitektoniska inspirationen för triumfbågen kom från Porte Saint-Denis (rest i slutet av 1600-talet av François Blondel), dennas inspirationskälla Titusbågen (85 e.Kr.) samt Konstantinbågen i Rom (315 e.Kr.).
Bygget var endast påbörjat 1810, och i samband med Napoleons maka Marie-Louises inträde i Paris detta år reste man en "kulissbåge" förfärdigad i trä och segelduk. Efter Chalgrins död 1811 tog hans elev Louis-Robert Goust över som ansvarig byggherre.
Sedan tog Napoleons livsöde en annan bana, och han avsattes 1814 och 1815 som Frankrikes ledare. Under efterföljaren Ludvig XVIII låg byggprojektet i träda, delvis eftersom de dåvarande rojalisterna inte ville stötta ett projekt beordrat av Napoleon. 1814 förslog till och med arkitekten Bernard Poyet att de redan resta pelarna till triumfbågen borde rivas. Ludvig XVIII sa nej till hans begäran men fattade under de kommande nio åren inga ytterligare beslut i ärendet.

### Omstart och invigning

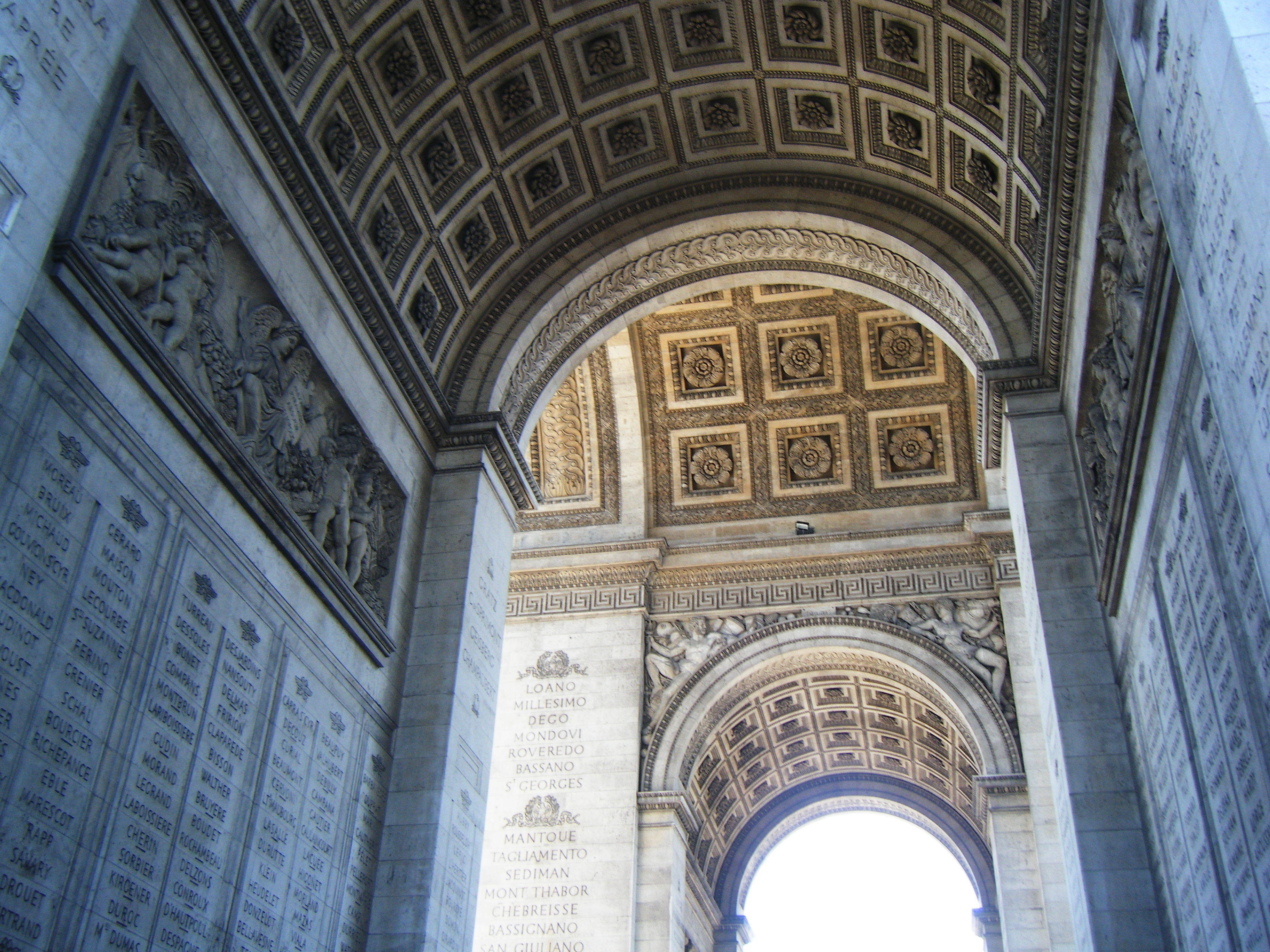
Namn och slag ingraverade på Triumfbågen

1823 återstartades dock byggnadsprojektet, nu som en tänkt hyllning till Armée des Pyrénées, den franska armé som i början av 1790-talet stred för Frankrike mot Spanien. Flera arkitektbyten senare slutfördes bygget 1836 av Guillaume Abel Blouet. Den invigdes den 29 juli 1836, på sexårsdagen av julirevolutionen och 30 år efter byggnadsstart. Det planerade invigningsfirandet avbokades, på grund av kung Ludvig Filip I:s rädsla för möjliga attentant under ceremonin.
På Triumfbågen står det: ”Detta monument som påbörjades år 1806 för att hedra den utmärkta armén, lämnades ofullbordat i många år. Det fortsatte byggas år 1823 med en ny avsikt och var klart år 1836 under regeringstiden av kung Ludvig Filip I, som dedicerade det till äran av Frankrikes stridskrafter. G. A. Blouet, arkitekt.”
Efter invigningen tillfogades namnen på 660 militärer och 158 fältslag på triumfbågen.

### Senare historia

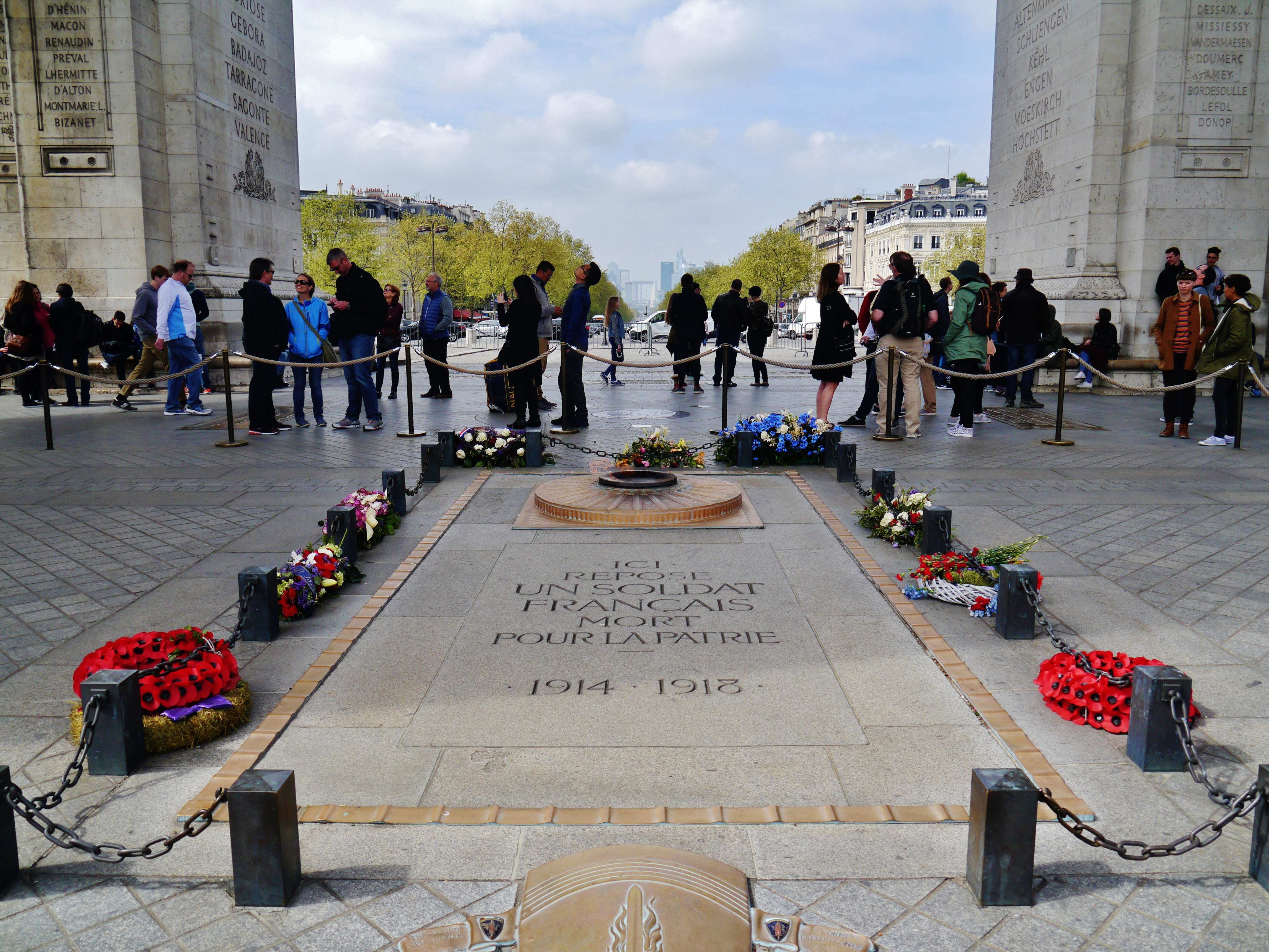
Den okände soldatens grav under Triumfbågen

Den 15 december 1840 bars Napoleons kropp genom Triumfbågen. Detta var på väg till hans slutliga begravning i Invaliddomen.
Under triumfbågen finns den okände soldatens grav som symboliserar alla de som stupade under första världskriget. Graven kom till år 1920, då stoftet efter en stupad soldat gravsattes här på stilleståndsdagen den 11 november. Den 11 november 1923 tillfogades den "eviga flamman" på graven, en låga som sedan dess aldrig släckts. På denna dag lägger Frankrikes president varje år en krans på graven, till minne av första världskrigets offer.

## Läge och betydelse

Place Charles de Gaulle i Paris

Triumfbågen är belägen längs en historisk axeln rakt genom Paris, anlagd 1667 av Ludvig XIV:s trädgårdsarkitekt André Le Nôtre som en rak linje från Tuilerierna mot dåvarande Chaillot-kullen, la colline de Chaillot, i nordväst. Denna linje leder numera från Louvren och Arc de Triomphe de Carrousel, via Place de la Concorde och Champs-Élysées, förbi Triumfbågen och via Avenue de la Grande-Armée samt fram till La Défense och Grande Arche.
Vid triumfbågen möts tolv breda avenyer som strålar ut från platsen. Denna plats gavs genom George-Eugène Haussmanns omdaning av Paris inledd 1852/1853 ett utseende som liknade en stjärna (franska: étoile). Fram till 1970 hette platsen just Place de l'Étoile, medan det nuvarande namnet är Place Charles de Gaulle. Platsen omtalas dock fortfarande informellt som [Place de] l'Étoile, bland annat för att inte sammanblandas med stadens stora flygplats Aéroport de Charles de Gaulle. De tolv avenyerna har alla namn efter generaler eller slagfält från Napoleon I:s dagar.

## Bilder

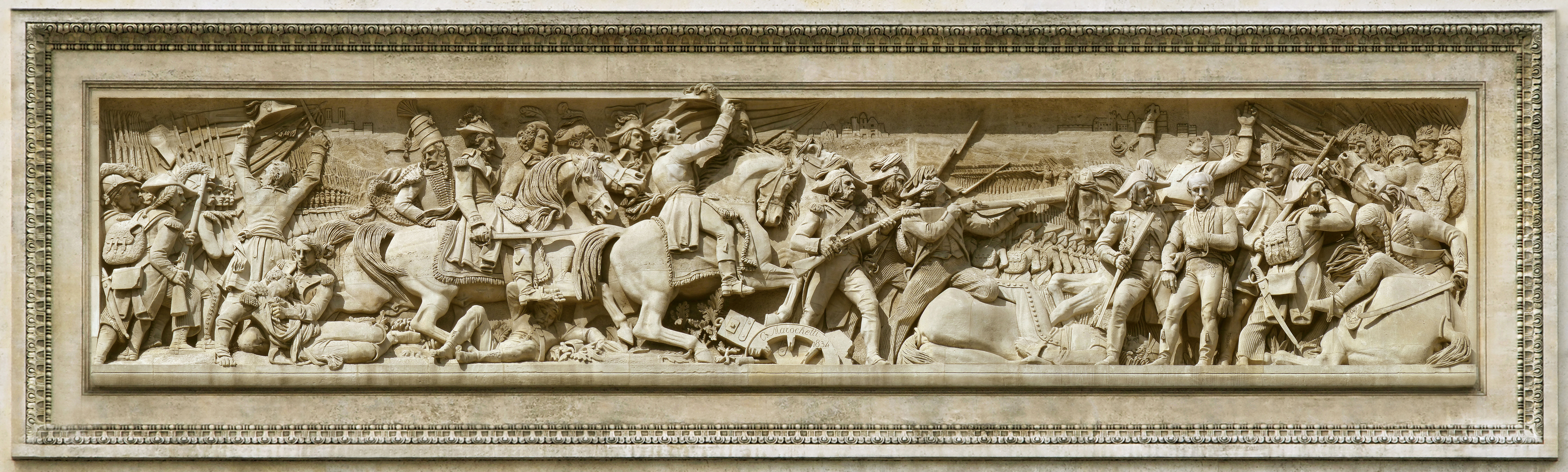
Slaget vid Jemappes
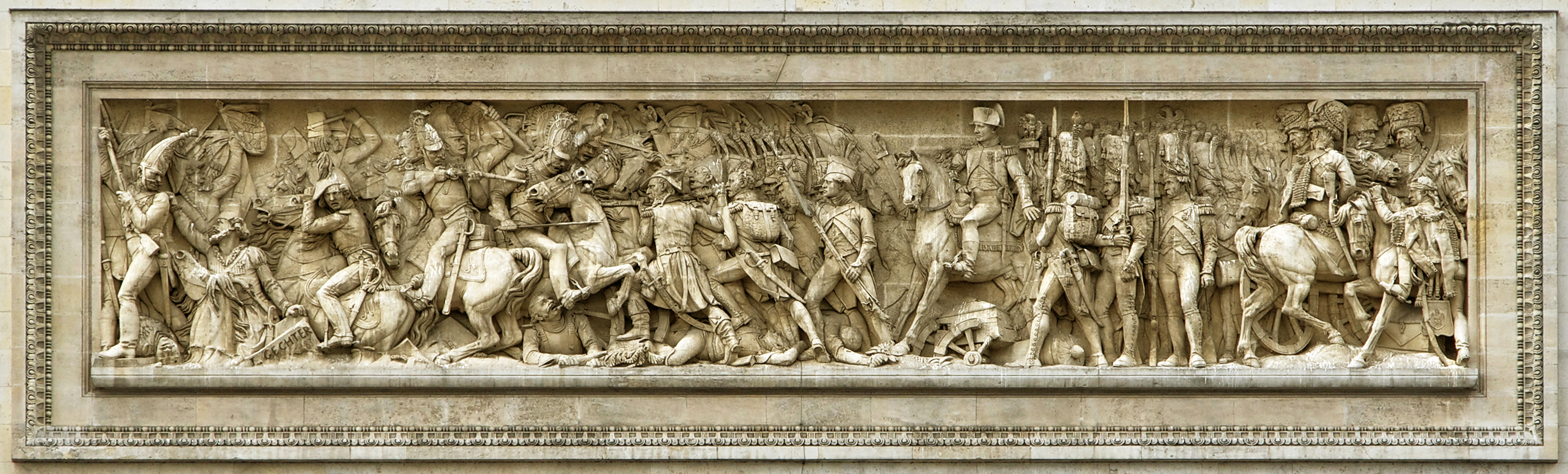
Slaget vid Austerlitz

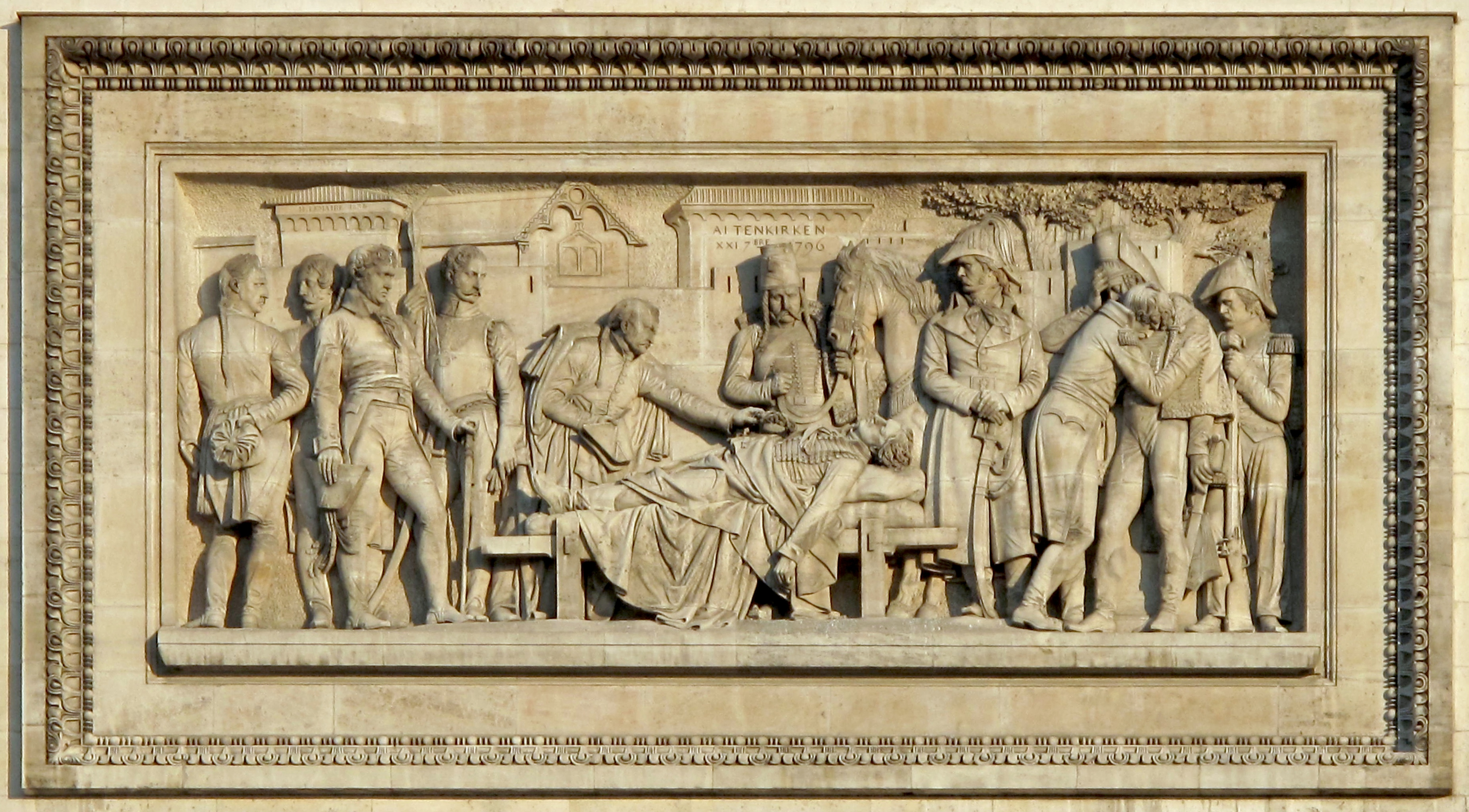
General Marceaus begravning
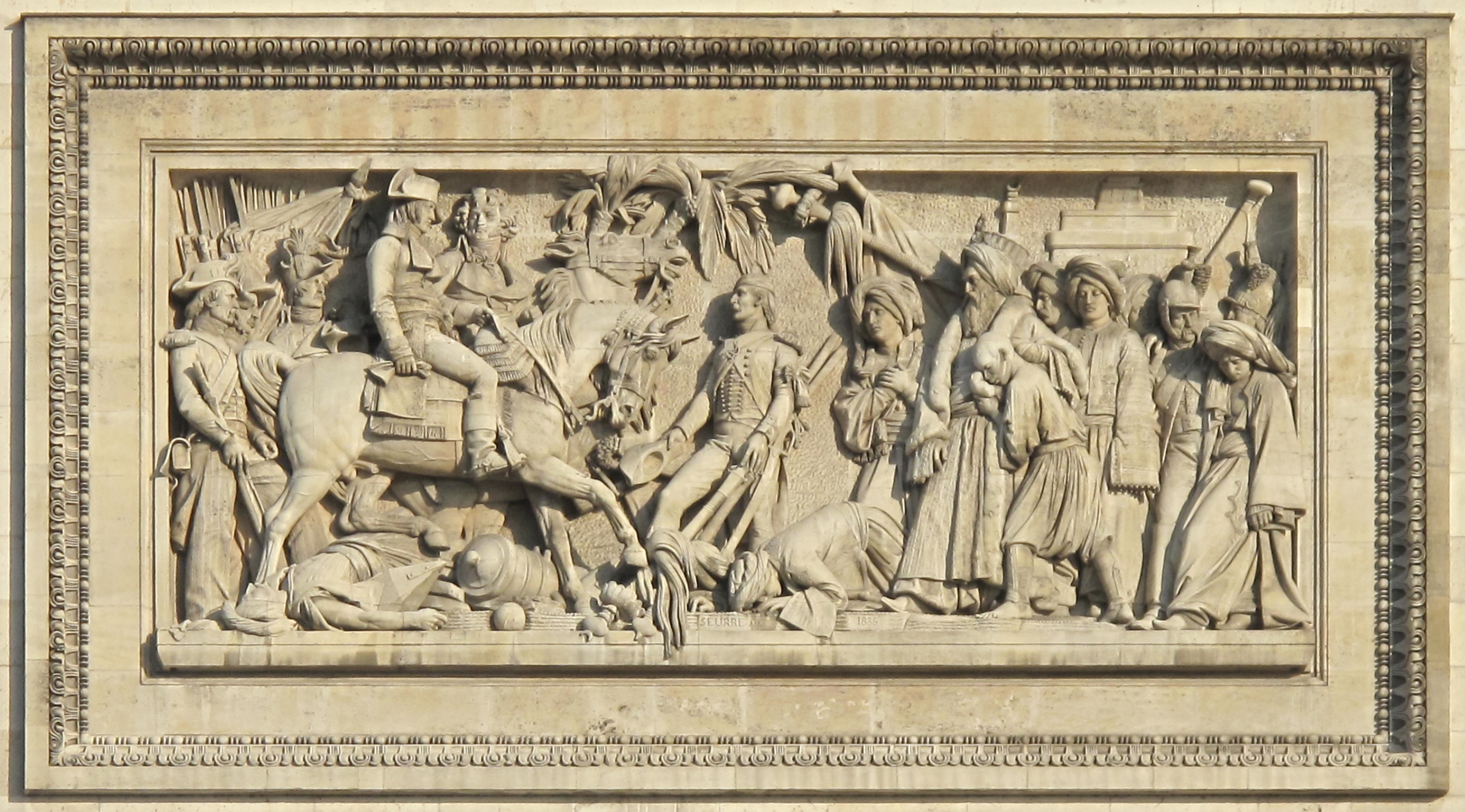
Slaget vid Abukir
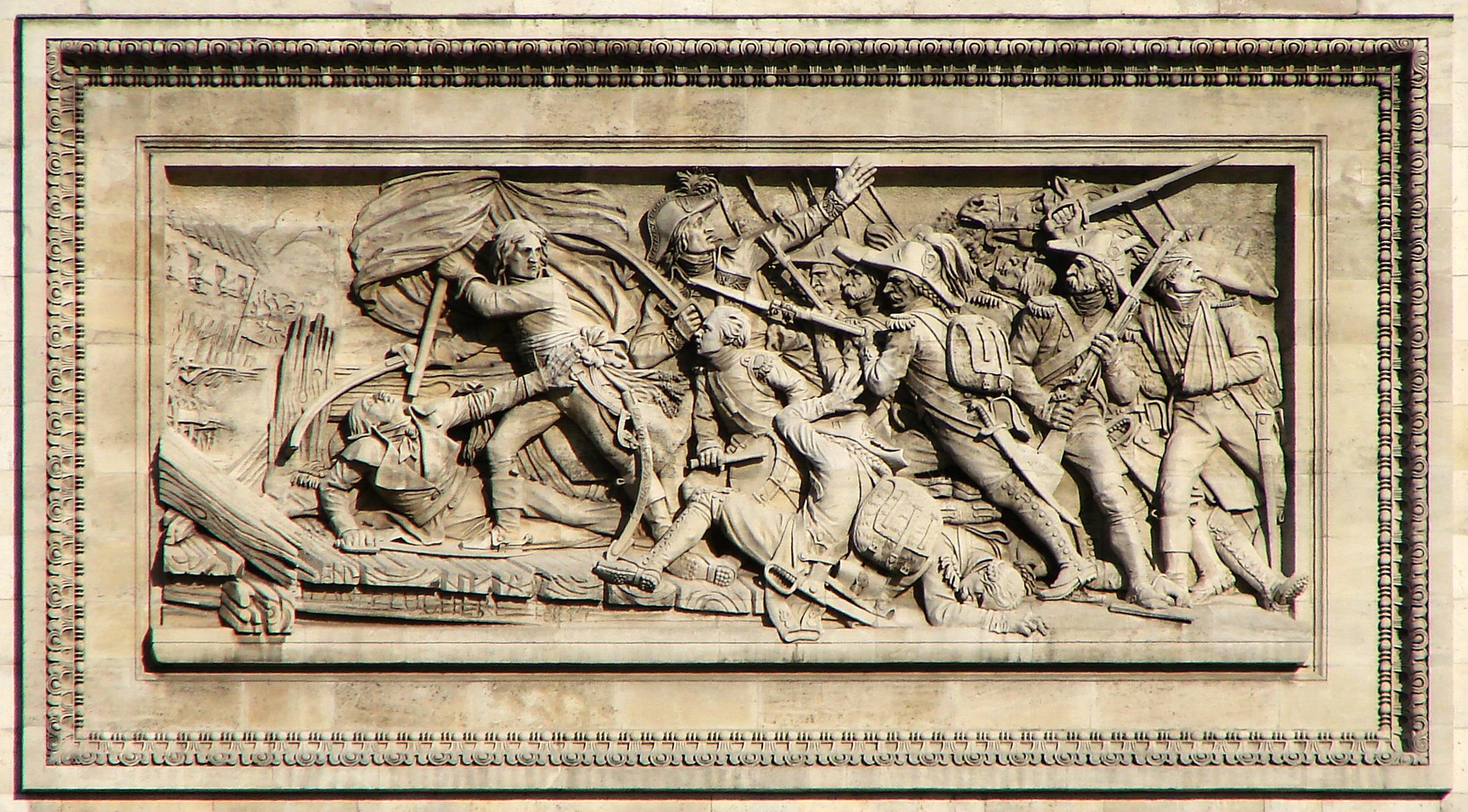
Slaget vid Arcole
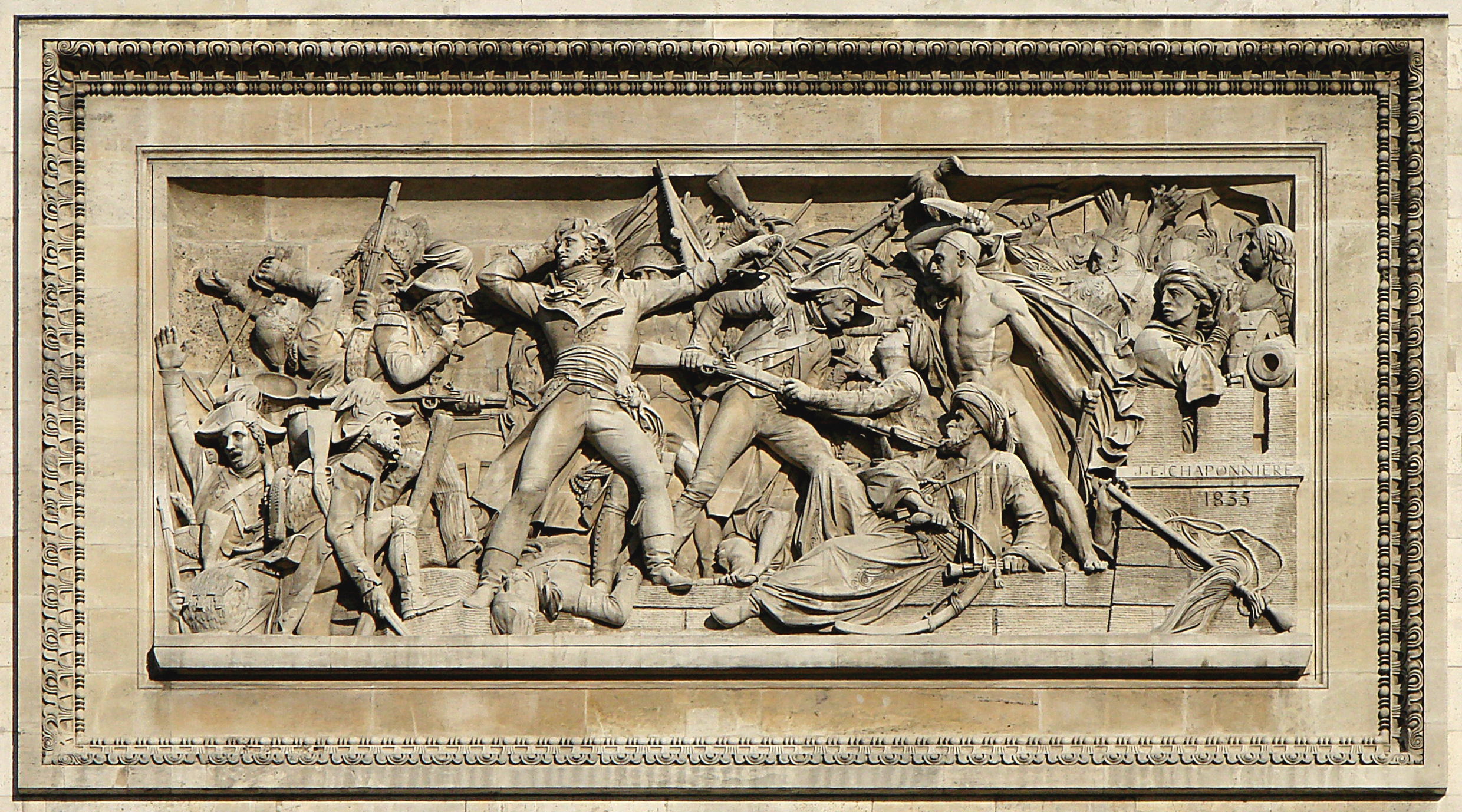
Slaget vid Alexandrie

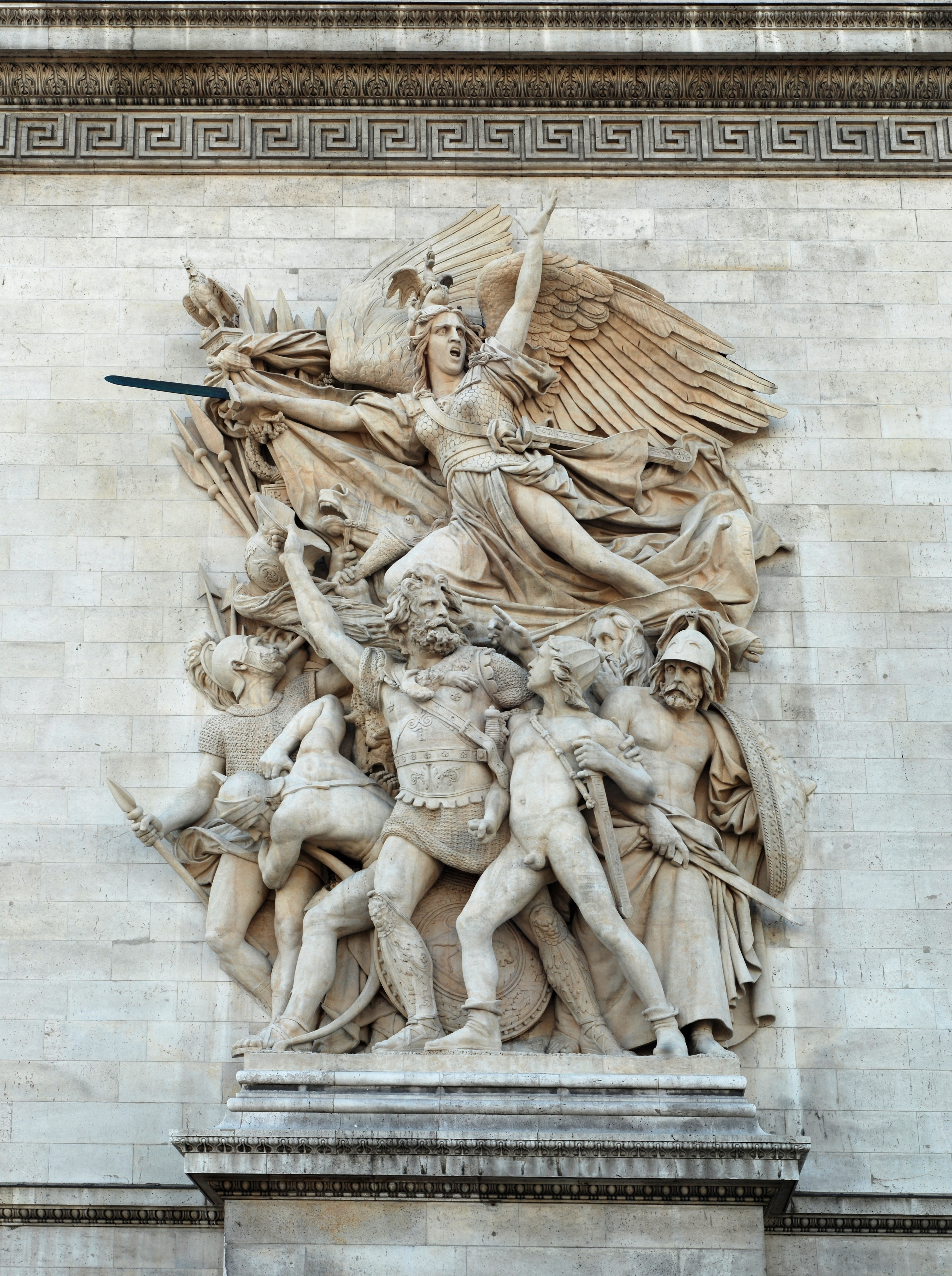
Avfärden 1792 (Marseljäsen)
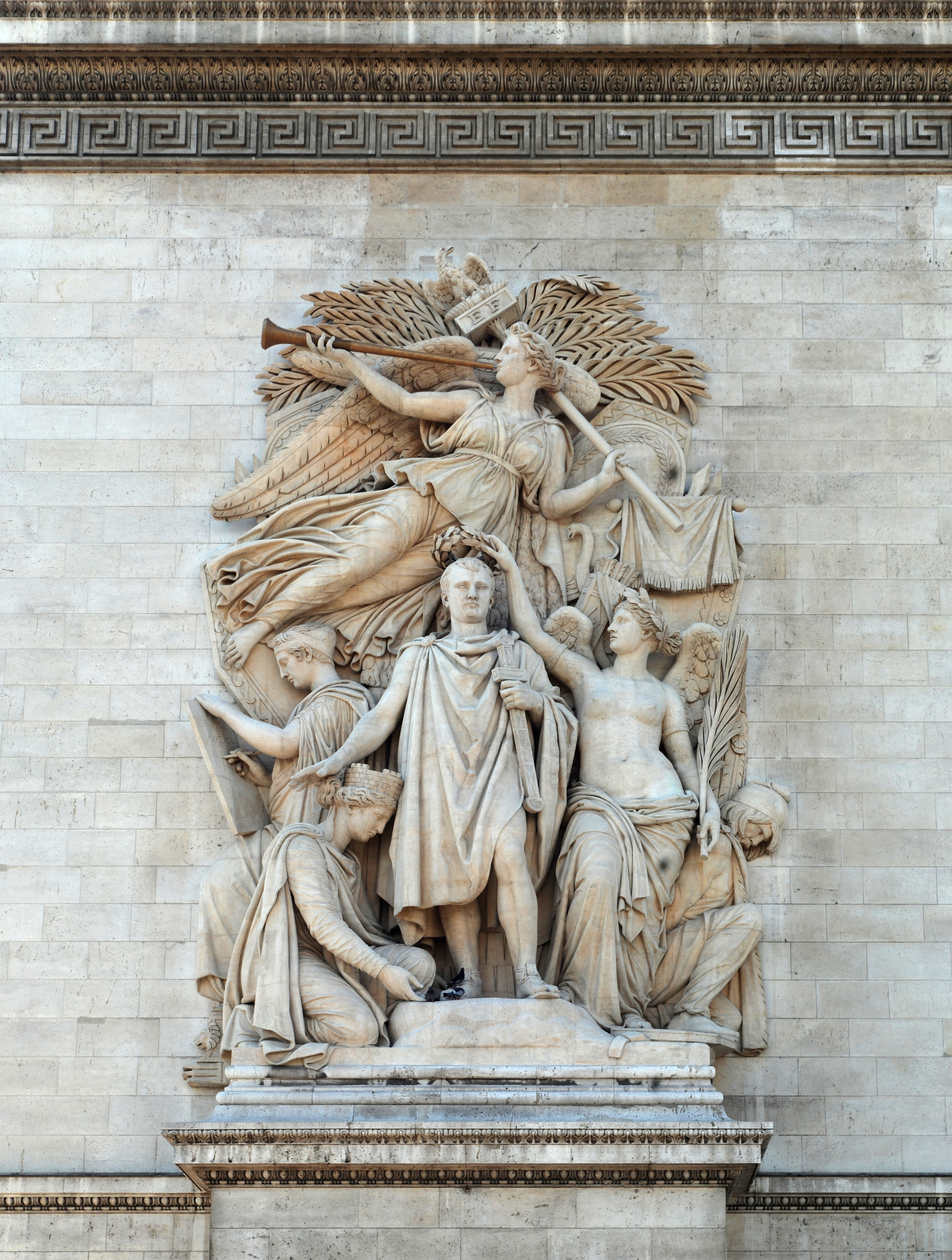
Triumf 1810
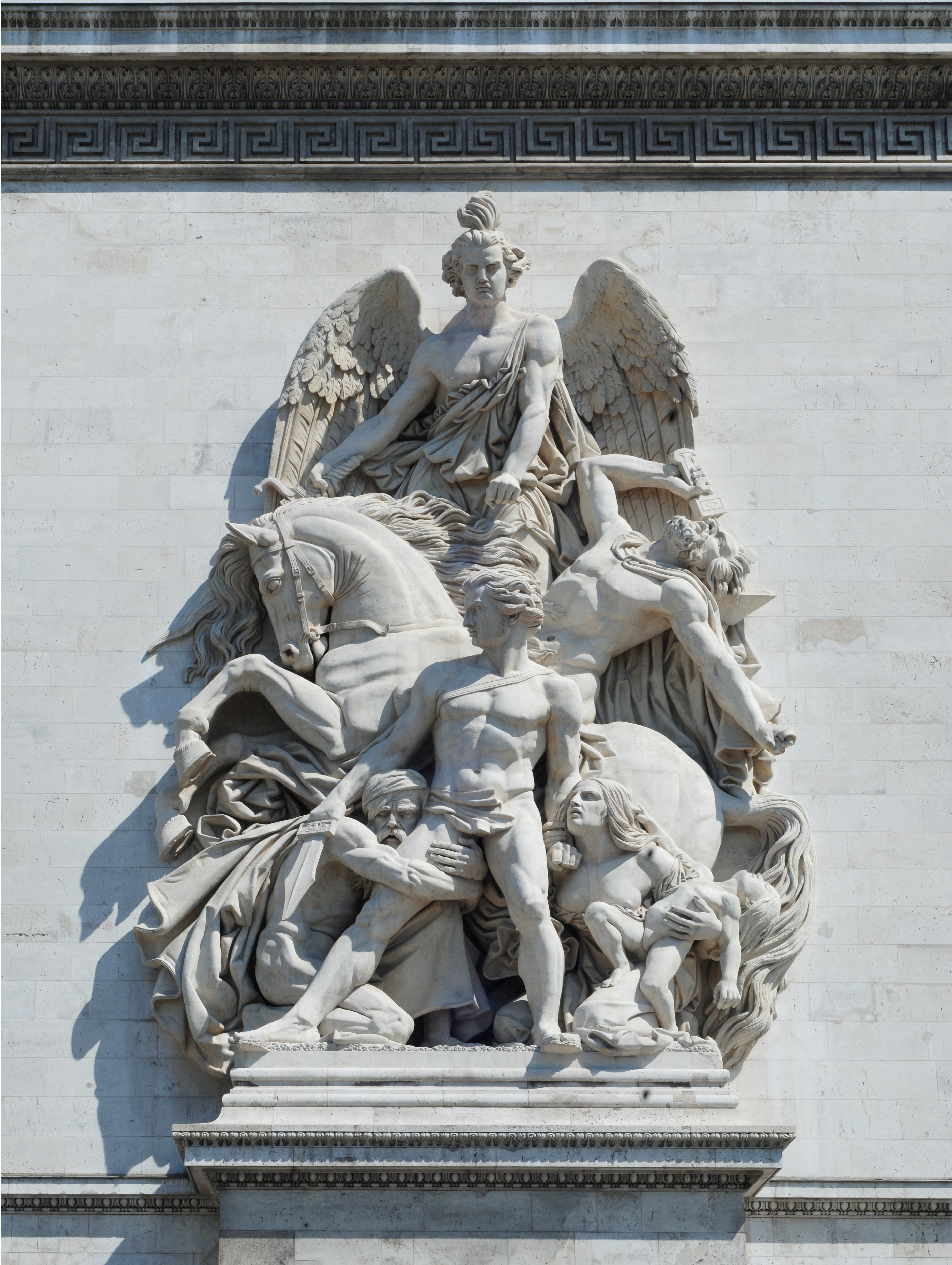
Motståndsrörelsen 1814
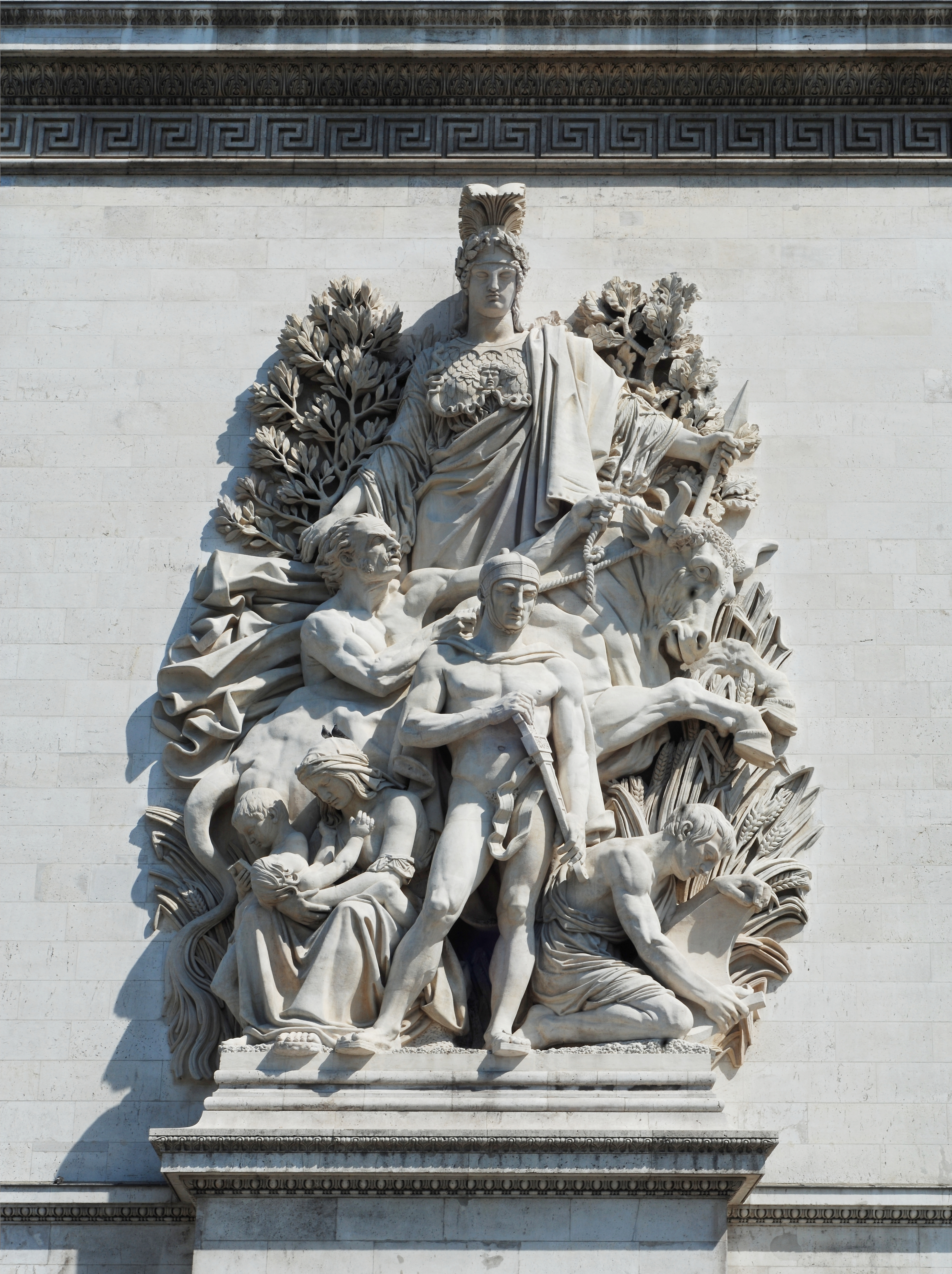
Freden 1815

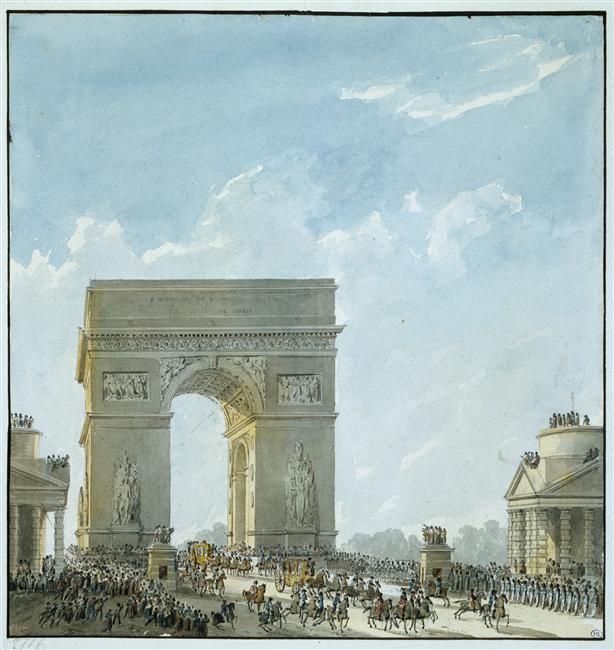
Målning av Pierre-François-Léonard Fontaine
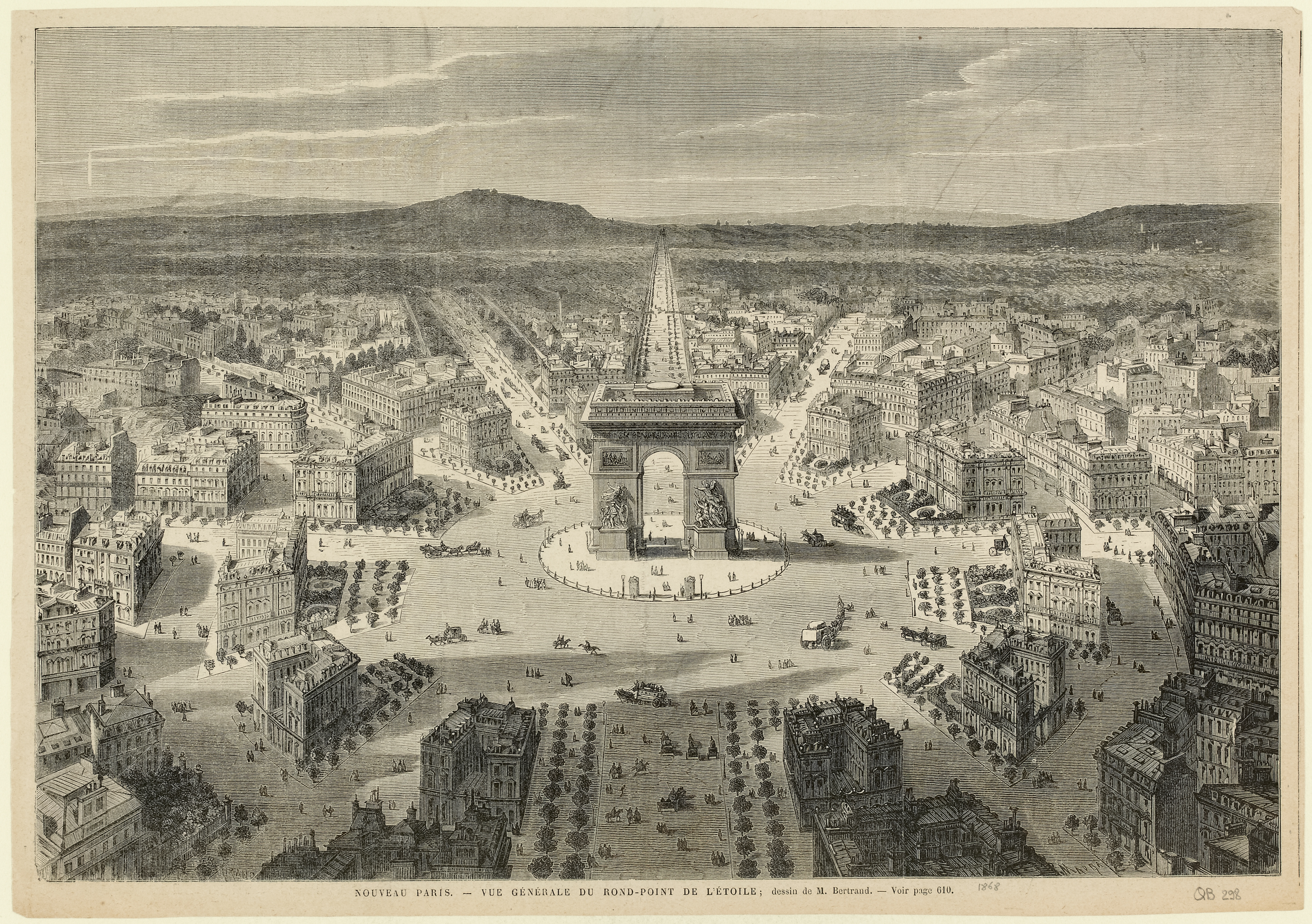
Place de l'Étoile 1868
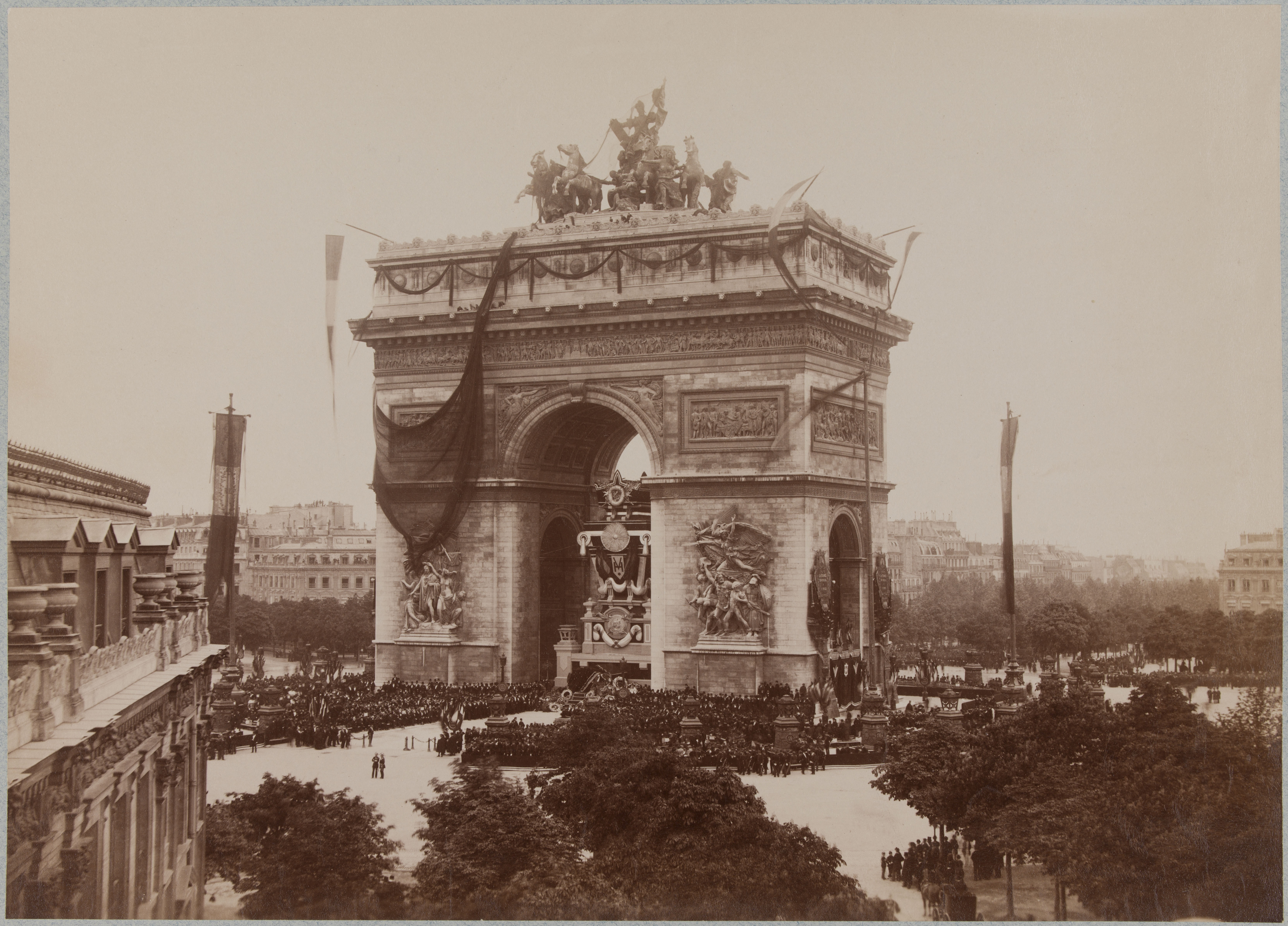
Triumfbågen klädd i sorgflor vid Victor Hugos begravningsprocession 1885
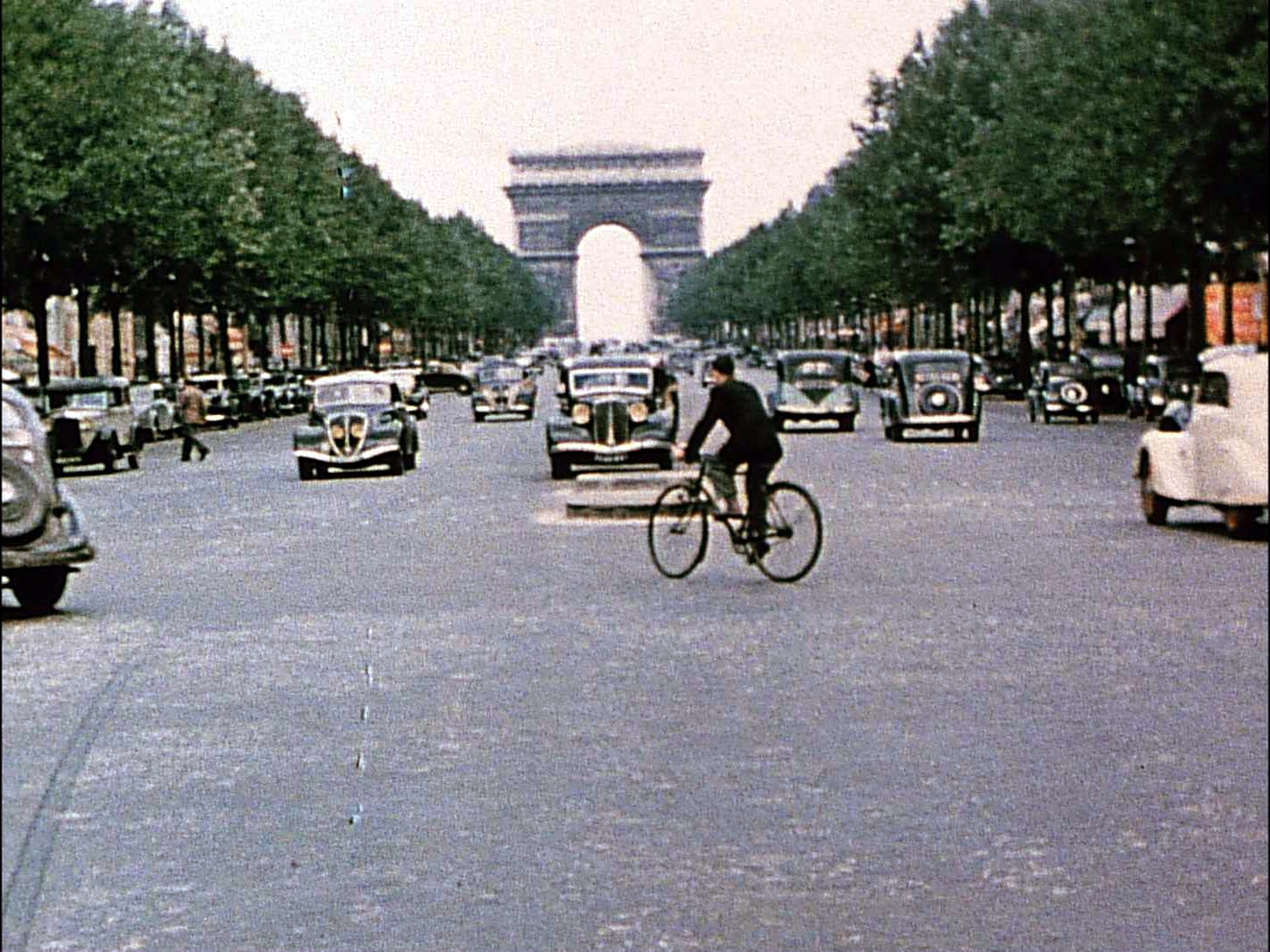
Vy från Champs-Élysées sommaren 1939
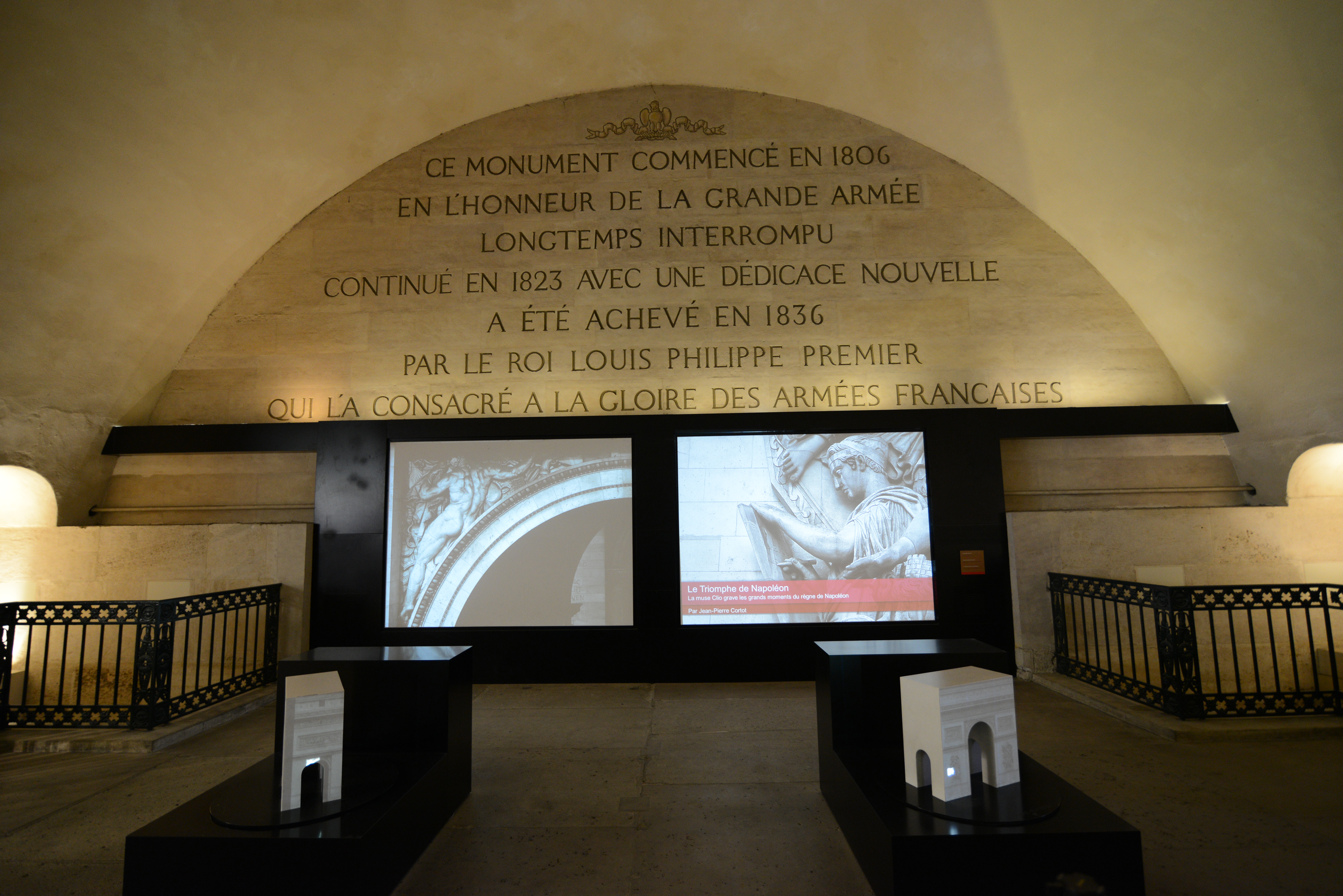
Inskription relaterad till invigningen
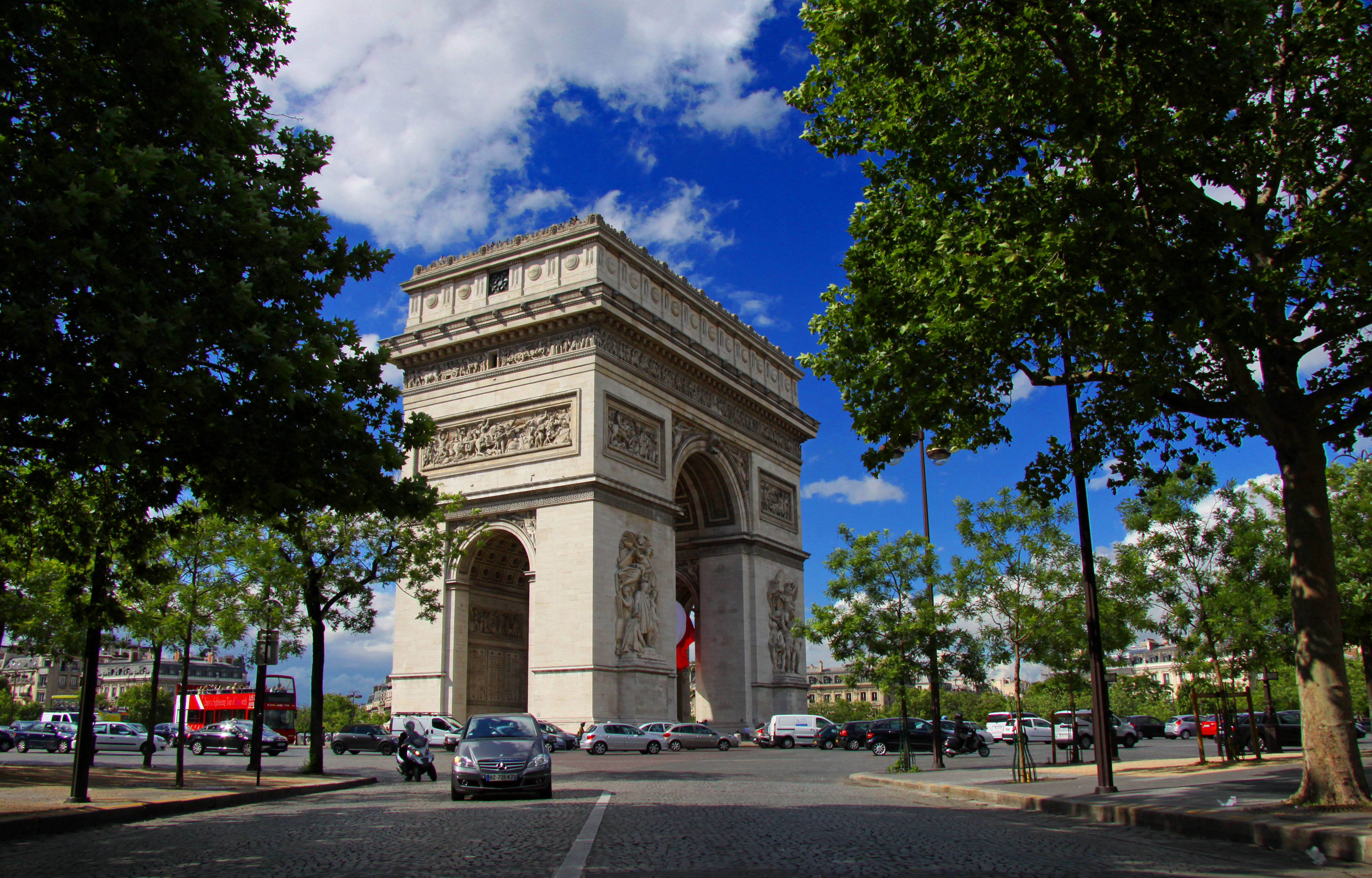
Vykort från 2012
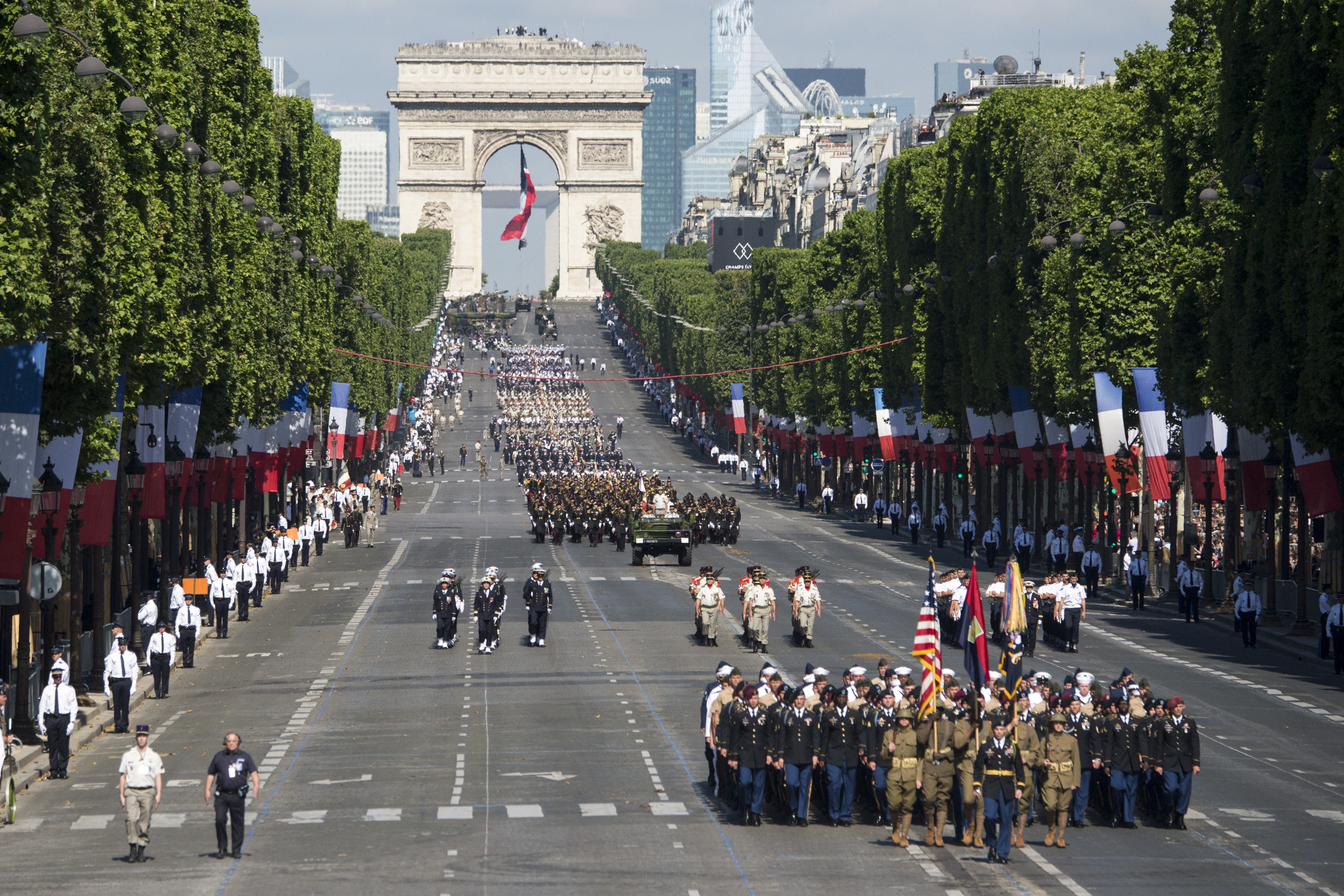
Frankrikes nationaldag
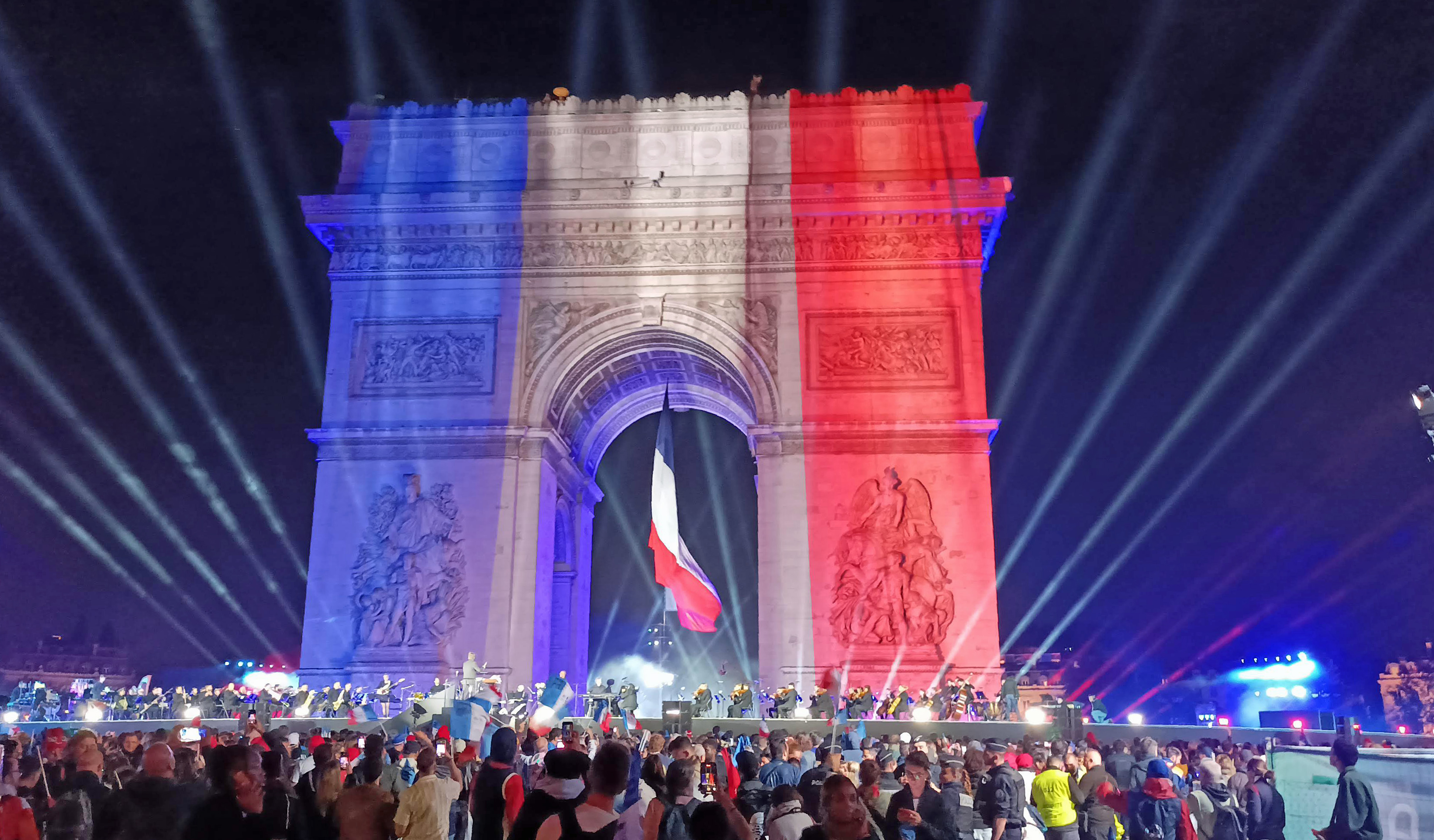
Olympiska sommarspelen 2024